# Nipponaetes hansoni
Nipponaetes hansoni är en stekelart som först beskrevs av Ian D. Gauld 1997.  Nipponaetes hansoni ingår i släktet Nipponaetes och familjen brokparasitsteklar. Inga underarter finns listade i Catalogue of Life.